# Wilfrid Sellars
Wilfrid Stalker Sellars (* 20. Mai 1912 in Michigan; † 2. Juli 1989 in Pittsburgh) war ein amerikanischer Philosoph, der überwiegend in Pittsburgh lehrte. Sellars leistete Beiträge zur Philosophie des Geistes, zur Erkenntnistheorie und zur Metaphysik. Dabei vertrat er die Position des Naturalismus.

## Leben
Wilfrid Sellars war der Sohn des Philosophen Roy Wood Sellars. Nach dem Studium an der University of Michigan und der Oxford University lehrte Sellars in Iowa, Minnesota und Yale, bevor er 1963 eine Professur an der University of Pittsburgh annahm. 1971 wurde er in die American Academy of Arts and Sciences gewählt.
Seine Hauptarbeitsgebiete waren die Erkenntnistheorie, die Philosophie des Geistes und die Philosophie der Wahrnehmung. Hierbei schloss er in erster Linie an die Arbeiten von Willard Van Orman Quine an, dessen Kritik am klassischen Empirismus er verschärfte. Der Dichotomie zwischen Wahrnehmen und Begründen, welche einen von dessen zentralen Aspekten darstellt, erteilte er hierbei eine radikale Absage.
Zu seinen wichtigsten Schülern gehören Robert Brandom, Ruth Millikan, John McDowell, John Haugeland und Jay Rosenberg. Die bekannteste konstruktive Sellars-Rezeption stammt jedoch von Richard Rorty, der sich in seinem Buch Philosophy and the Mirror of Nature immer wieder auf Sellars' Angriffe auf die Idee des „Gegebenen“ bezieht, sie ausbaut und zu radikalen Konsequenzen führt.

## Werke (Auswahl)
- Pure Pragmatics and Possible Worlds: The Early Essays of Wilfrid Sellars, [PPPW], hrsg. v. Jeffrey F. Sicha, (Ridgeview Publishing Co: Atascadero, CA 1980).
- Science, Perception and Reality, [SPR], (Routledge & Kegan Paul Ltd: London, and The Humanities Press: New York 1963).
- Philosophical Perspectives , [PP], (Charles C. Thomas: Springfield, IL 1967). Nachdruck in zwei Bd., Philosophical Perspectives: History of Philosophy and Philosophical Perspective: Metaphysics and Epistemology, (Ridgeview Publishing Co.: Atascadero, CA 1977).
- Science and Metaphysics: Variations on Kantian Themes. [S&M], (Routledge & Kegan Paul Ltd: London, und The Humanities Press: New York 1968).
- Essays in Philosophy and Its History, [EPH], (D. Reidel Publishing Co.: Dordrecht, Holland 1975).
- Naturalism and Ontology, [N&O], (Ridgeview Publishing Co.: Atascadero, CA 1979). [Erw. Ausg. d. 1974 John Dewey Lectures]
- The Metaphysics of Epistemology, Vorlesungen von Wilfrid Sellars, hrsg. v. Pedro Amaral, (Ridgeview Publishing Co.: Atascadero, CA 1989).
- Empiricism and the Philosophy of Mind [EPM*], hrsg. v. Robert Brandom, (Harvard University Press.: Cambridge, MA 1997).
- Kant and Pre-Kantian Themes: Lectures by Wilfrid Sellars, hrsg. v. Pedro Amaral, (Ridgeview Publishing Co.: Atascadero, CA 2002).
- Kant's Transcendental Metaphysics: Sellars' Cassirer Lecture Notes and Other Essays, hrsg. v. Jeffrey F. Sicha, (Ridgeview Publishing Co.: Atascadero, CA 2002).

Auf deutsch liegt vor:
- Der Empirismus und die Philosophie des Geistes (Mentis Verlag: Paderborn 1999).